# Бузан
Буза́н (рос. Бузан) — село у складі Білозерського району Курганської області, Росія. Входить до складу Боровської сільської ради.
Населення — 15 осіб (2010, 22 у 2002).